# Avia B-135
Avia B-135 („Авиа Б-135“) е чехословашко-български едноместен изтребител-моноплан, конструиран и произвеждан (на части) в Прага и сглобяван в Ловеч.
Този самолет е разработен в края на 1930-те и началото на 1940-те години от фирмата Avia в Прага. Строен е само за ВВС на България (тогава Въздушни на Н. В. войски), които са единствен негов потребител.

## Разработване
Изтребителят е разработен на базата на създадения през 1937 – 1938 г. изтребител Avia B-35. През 1938 г. в Чехословакия пристига българска делегация с цел евентуален избор на нова авиационна техника за модернизирането на българските ВВС. Изборът на българските авиационни специалисти пада върху изтребителя-биплан Avia B-534 и бомбардировача Avia B-71 (лицензен вариант на съветския СБ).
Сред демонстрираните машини е също изтребителят Avia B-35, който прави силно впечатление на българите. Интересът към оценената като много перспективна машина е толкова голям, че е взето решение изпитанията да бъдат продължени (по онова време Чехословакия вече е окупирана от Нацистка Германия, като Чехия е превърната в протекторат Бохемия и Моравия, а Словакия е отделена като държава).
Българското Министерство на войната и фирмата Avia сключват споразумение, според което при успешно приключване на изпитанията в България ще започне лицензно производство на самолета, уточнен е индексът ДАР-11 на лицензния изтребител, от който е планирано да се произведат изцяло в Ловеч още 50 самолета.
Изпитанията продължават вече с активно българско участие. Разработени и изпитани са голям брой варианти на конструкцията, агрегатите и оборудването, за да се стигне до прототипа Avia B-35-3, получил индекса Avia B-135. Прототипът излита за първи път на 20 юни 1939 г. През 1940 г. българските летци Попганчев и Атанасов посещават завода на фирмата в квартал Чаковице в Прага, като извършват редица полети на новия Av 135.1. След него са произведени още 2 прототипа (Av 135.2 и Av 135.3) с известни разлики между тях.

## Сглобяване
През 1940 г. са поръчани 12 машини, произведени през следващите 2 години. В сглобяванете но частите в Чехословакия взимат участие български специалисти (механици, оръжейници, дърводелци и т.н.) от Държавната самолетна фабрика в Ловеч (ДСФ – Ловеч) с цел усвояване на производството на самолета.
Окончателното сглобяване на 12-те машини става в България, в ДСФ – Ловеч, където самолетите пристигат в разглобен вид и е осъществено под надзора на чешки специалисти. Изтребителите са готови в началото на август 1943 г., а на 28-и същия месец са приети на въоръжение във Въздушните на Н. В. войски. Самолетите са въоръжени само с 2 х 7.92-мм картечници VZ.30, тъй като доставката на 20-мм оръдия е отложена за по-късно (първоначално за изтребителите е предвидено въоръжение от 1 х 20-мм моторно авиационно оръдие и 2 х 7.92-мм картечници).
През лятото на 1943 г. Германия започва да изпитва все по-големи трудности в попълването на бойните загуби по фронтовете, което налага мобилизирането на всички налични ресурси за производство на бойна техника, в това число и на тези в окупираните държави. В резултат на това заводите на Avia прекратяват производството и доставките на договорените с българското правителство възли, детайли, агрегати и елементи, нужни за осъществяването на лицензното производство на ДАР-11. Така българските ВВС получават само 12-те самолета от нулевата серия, които остават без оръдейно въоръжение. По тази причина са квалифицирани като тренировъчни машини и са предадени на Школата за висш пилотаж в Долна Митрополия.

## Оперативна история
Самолетите Avia B-135 са използвани като учебно-тренировъчни машини, на които се изучават и отработват елементите от висшия пилотаж и прилагането им във въздушен бой.
Въпреки слабото си въоръжение на 30 март 1944 г. 4 машини от този тип излитат на прехват на американски бомбардировачи, насочили се към София. Решението за този полет е взето от началника на школата капитан Кръстьо Атанасов без висшестояща заповед. Излитат машини с бордови номера 3, 5, 8, 11, пилотирани от кап. Атанасов, подпоручик Петър Манолев, фелдфебел Недко Колев и фелдфебел Йордан Фердинандов. Всичките 4 самолета застигат последната, четвърта вълна от бомбардировачи (около 60 – 70 машини от общо ок. 450), в района северно от София.
Оказва се, че в същото време всички други български изтребители, отразявали предишните 3 атаки, са на земята за дозареждане и тези 4 броя Avia B-135 са единствените български самолети в небето над столицата. Независимо от това лековъоръжените машини извършват няколко атаки срещу „летящите крепости“. В района на Радомир двойката Атанасов – Фердинандов застига откъснал се от строя B-24 Liberator и по думите им успяват да подпалят със стрелбата си неговите 2 десни двигателя, вследствие на което бомбардировачът губи височина и пада на югославска територия.
Фелдфебел Фердинандов докладва и за забелязани 5 членове от екипажа на американската машина, спасяващи се с парашути. Бомбардировачът е записан като „вероятно свален“, капитан Атанасов получава мъмрене за своеволието си и похвала за вероятната победа. По думите на подпоручик Петър Манолев в този бой няма свален американски самолет, но неговата двойка не участва в атаката при Радомир, тъй като се връща поради изчерпване на горивото.
Машините Avia B-135 служат в българските ВВС до 1946 г., когато са оставени в края на летището и използвани за мишени при учебни стрелби.